# Либфрауэнкирхе (Этлинген)
Либфрауэнкирхе (нем. Liebfrauenkirche Ettlingen-West) — католическая церковь, располагающаяся в районе Вест баден-вюртембергского города Этлинген; современное здание в стиле модернизм было освящено 11 июня 1965 года фрайбургским архиепископом Германом Шойфеле; храм относится к архиепархии Фрайбурга.